# Ceropegia johnsonii
Ceropegia johnsonii är en oleanderväxtart som beskrevs av Nicholas Edward Brown. Ceropegia johnsonii ingår i släktet Ceropegia och familjen oleanderväxter. Inga underarter finns listade i Catalogue of Life.